# Jean-Charles Chabrié
Jean-Charles Chabrié, né à Paris en 1842 et mort à Bois-d'Arcy en 1897, est un peintre et sculpteur français.

## Biographie

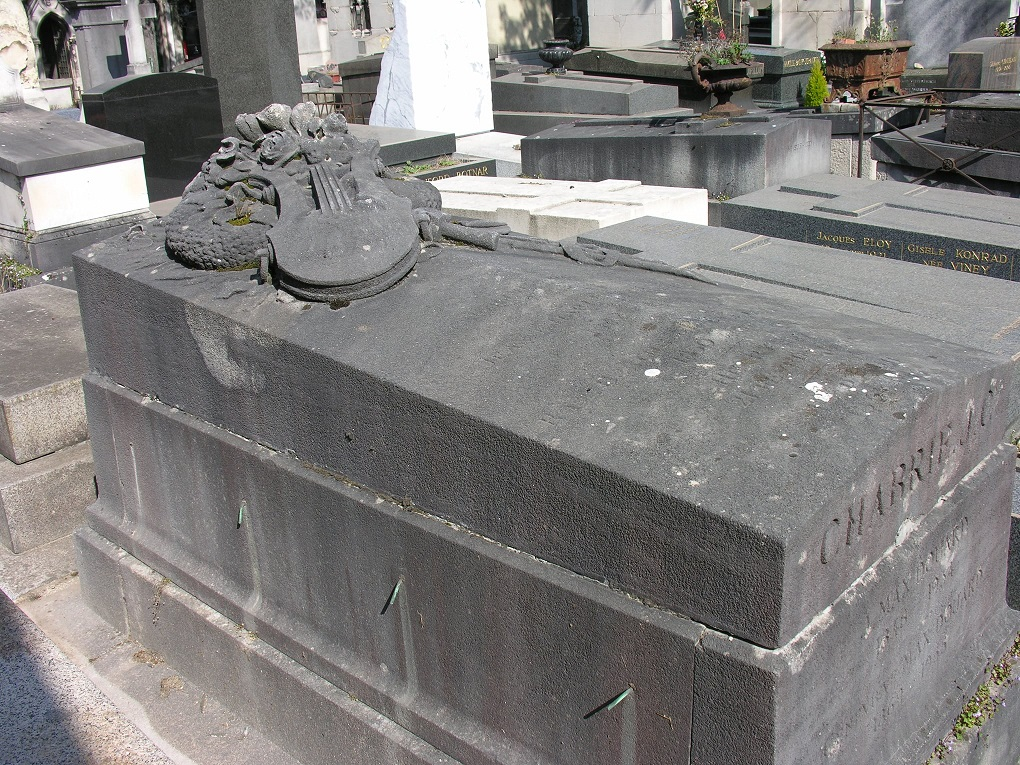
Sépulture au cimetière de Passy.

Jean-Charles Chabrié est né à Paris, n° 9, rue de la Monnaie, le 22 mars 1842. Fils de Martin-Barthélémy Chabrié, lampiste, et de Marie-Adélaïde-Éléonore Vallin, il devient l'élève de François Jouffroy et de Chevillard.
Il a exposé de 1868 à 1888, et a remporté une médaille, au Salon de 1870, avec une statue en plâtre, intitulée Rêverie d'enfant, qui a été commandée en marbre par l'État. On lui doit encore une statue en pierre, représentant la Ville du Havre, placée sur la façade de l'Hôtel de Ville de Paris, et un buste en marbre du peintre décorateur Thierry, qui se trouve à l'Opéra. Il est mort en 1897.
Résidant à Bois-d'Arcy, il meurt chez lui le 12 mars 1897 et est inhumé trois jours plus tard au cimetière de Passy, (4e division).

## Œuvres

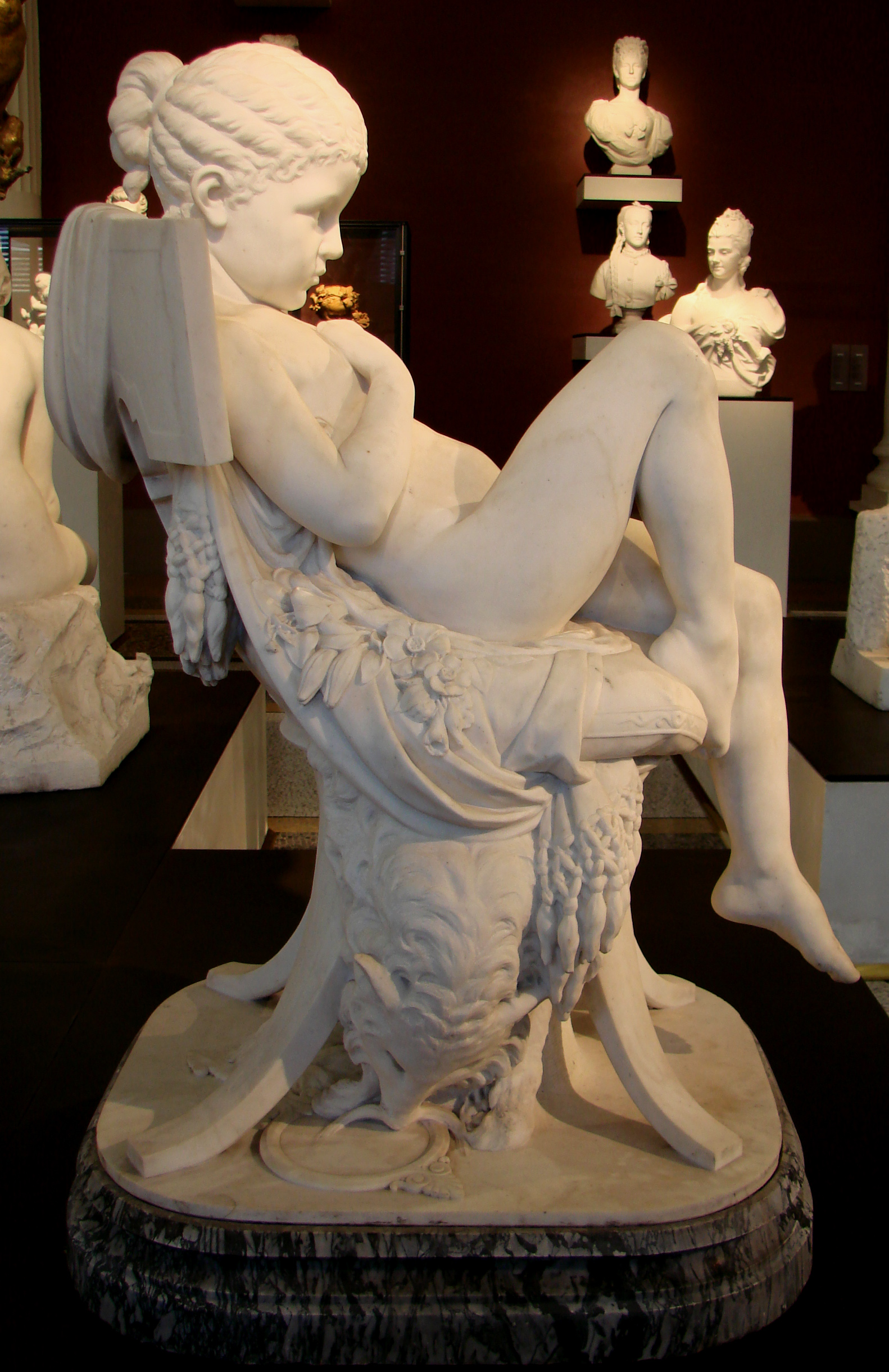
Rêverie d'enfant (1874), Amiens, musée de Picardie.

- Amiens, musée de Picardie : Rêverie d'enfant, 1874, statue en marbre[6].
- Paris, hôtel de ville, façade : La Ville du Havre, statue en pierre[7].